# Phyllophaga soror
Phyllophaga soror är en skalbaggsart som beskrevs av Davis 1920. Phyllophaga soror ingår i släktet Phyllophaga och familjen Melolonthidae. Inga underarter finns listade i Catalogue of Life.